# Statua di San Martino che divide il mantello con un Povero (Lucca)
San Martino che divide il mantello con un Povero è una scultura in pietra calcarea di autore ignoto, databile forse all'arco di tempo in cui si operava sulla facciata della Cattedrale di Lucca prima di lavorare al portico (1204-1233) e conservata oggi all'interno della stessa cattedrale in controfacciata a Lucca. Sul sito originario dell'opera nella facciata è esposta una fedele copia.

## Storia

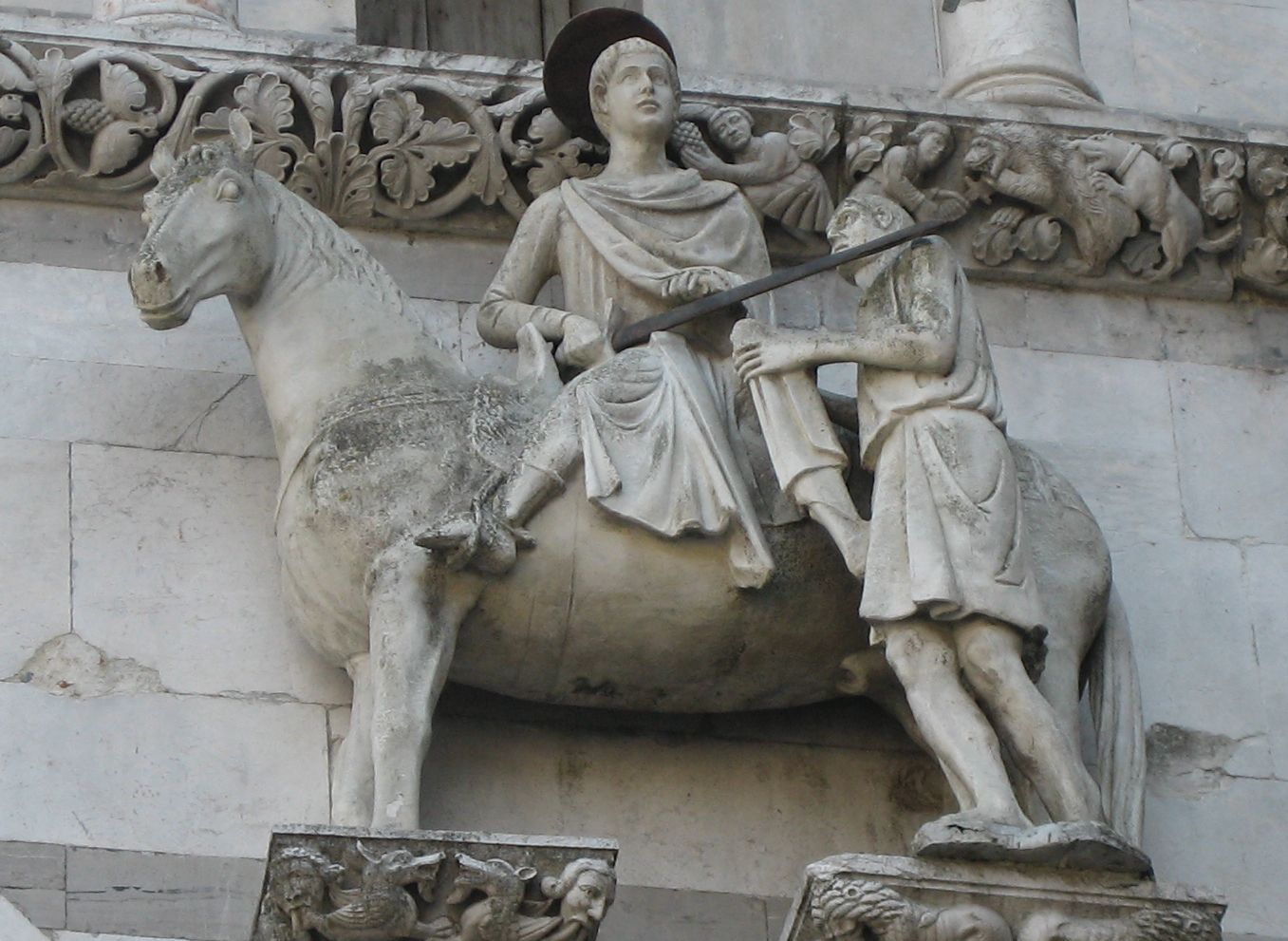
Copia esposta all'esterno

L'opera venne scolpita in pietra calcarea da autore ignoto, forse un artista di cultura bizantina o Guidetto da Como o uno dei suoi collaboratori, che lavorarono tra il 1204 e il 1233 all'intera facciata della Cattedrale, prima che i lavori venissero interrotti per dare priorità alle sculture decorative del portico (1233-1260) da parte di altri artisti. L'opera fu collocata su due mensole scolpite aggettanti tra le due grosse arcate centrale e destra del portico e, nel 1946, sostituita da una copia. Dopo un lungo restauro, l'originale fu posto per ragioni conservative all'interno della cattedrale in controfacciata.
In qualità di circitor dell'esercito romano, il compito del santo ungherese del IV secolo Martino di Tours era la ronda di notte, l'ispezione dei posti di guardia e la sorveglianza delle guarnigioni. Durante una ronda nell'inverno del 335, Martino incontrò un mendicante seminudo, tagliò in due il suo mantello militare e lo condivise con il mendicante. La notte seguente vide in sogno Gesù rivestito della metà del suo mantello militare che disse ai suoi angeli «Ecco qui Martino, il soldato romano che non è battezzato, egli mi ha vestito». Quando Martino si risvegliò il suo mantello era integro. Il mantello miracoloso venne conservato come reliquia ed entrò a far parte della collezione di reliquie dei re Merovingi dei Franchi. Martino venne battezzato la Pasqua seguente e divenne cristiano. Grande combattente contro l'eresia ariana e per questo perseguitato, si dedicò successivamente alla vita da eremita per quattro anni, divenne monaco e quindi Vescovo di Tours.

## Descrizione e Stile
La scultura raffigura il santo ancora in sella, rivestito del suo mantello che sta tagliando con la spada, in una posizione quasi innaturale perché, pur essendo a cavallo, ha il busto rivolto completamente di lato e lo sguardo perso nel vuoto, senza guardare né la strada davanti, né il povero, né la spada con cui sta tagliando il mantello. È come in una dimensione celeste abbagliato dalla luce divina di quel momento solenne. Il povero è vestito in maniera succinta ed ha le ginocchia e le spalle scoperte, tendendo il braccio sinistro per raccogliere il mantello appena reciso. 
Entrambi i personaggi si presentano bloccati nei gesti ed il panneggio delle vesti risulta piuttosto rigido, secondo i canoni della scultura del XIII secolo, prima della rivoluzione apportata da Nicola Pisano. Anche il cavallo si impone per la sua monumentalità, ma denota una certa attenzione al dettaglio naturalistico, come nella resa della criniera.
Significative sono anche le decorazioni delle due mensole. Quella di sinistra raffigura, nella cornice, due mascheroni che generano dalla bocca draghi e, più sotto, due grossi draghi affrontati. Quella di destra presenta una cornice con due leoni che tengono a bada, in posizione defilata, due draghi e, più in basso, un uomo che abbraccia un orso.

## Simboli e allegoria dell'opera
L'opera mostra il momento più significativo della vita del santo cui la cattedrale intera è dedicata, e le venne riservata una posizione prospiciente e ben visibile sulla facciata.
Al di là dell'episodio specifico raffigurato, l'intera opera deve leggersi come un'allegoria della lotta all'eresia. Proprio nella prima metà del XIII secolo, quando l'opera fu scolpita e si lavorava alla decorazione della facciata, la chiesa cattolica aveva ingaggiato una lotta determinata contro i movimenti eretici e Martino era ricordato anche per la lotta all'eresia ariana del suo secolo e quindi più di ogni altro santo incarnava il ricordo del santo virtuoso in lotta contro le false dottrine. 
La mensola di sinistra, quella di minor significato religioso perché reggente solo le zampe anteriori del cavallo e quindi anche il passato non cristiano del santo, riporta gli effetti dell'eresia con i due mascheroni che generano draghi e che simboleggiano gli eretici che proferiscono i falsi insegnamenti dalla loro bocca. Gli effetti dell'eresia sono dappertutto, in quanto i draghi dominano la scena ovunque sulla mensola e combattono tra loro perché le varie eresie non sono neppure in accordo tra loro. La mensola di destra, quella più importante perché regge il mendicante-Gesù e la parte recisa del mantello, e quindi il futuro cristiano del santo, riporta invece una dominazione sui draghi (in posizione defilata e repressa) da parte dei due leoni che raffigurano i due aspetti premianti e condannanti di Gesù Cristo. È interessante in questa stessa mensola l'abbraccio tra l'uomo e l'orsa, che indicano non solo una ritrovata armonia anche con una bestia feroce come un orso che spesso è il simbolo della pace messianica ("la vacca pascolerà con l'orsa" da Isaia 11,7), ma anche perché l'orsa è simbolo di conversione alla vera dottrina cristiana: nel medioevo infatti si pensava che l'orsa partorisse i propri cuccioli informi che diventavano poi veri e propri cuccioli di orso dopo ripetute "leccate" che ne plasmavano la forma.
Le due mensole poste tra l'arco di sinistra e quello centrale, che dovevano supportare anch'esse una statua oggi perduta o forse mai realizzata sono eloquenti e presentano lo stesso motivo: a sinistra un uomo che si tocca la barba, simbolo del falso profeta, e a destra il talamone senza barba che usa le mani per sorreggere la mensola, simbolo dell'uomo dalla vera fede che regge la chiesa.